# Île-de-France Mobilités
Île-de-France Mobilités (IdFM), désigné comme le Syndicat des transports d'Île-de-France (Stif) jusqu'en juin 2017, est un établissement public local désigné par le code des transports (article L1241-1) comme l'autorité organisatrice de la mobilité (AOM) pour la région Île-de-France. En plus de la région, ses membres sont les départements la constituant : Paris, Seine-et-Marne, Yvelines, Essonne, Hauts-de-Seine, Seine-Saint-Denis, Val-de-Marne et Val-d'Oise.
Selon le Code des transports, qui lui consacre un titre dédié, elle est compétente, notamment, pour organiser des services de transport public de personnes — réguliers, à la demande et scolaires —, des services d'autopartage ou de vélos en libre-service.
Dans le cadre de la décentralisation, l'État s'est retiré le 1er juillet 2005 de son conseil d'administration, présidé depuis par le président du conseil régional d'Île-de-France.
Avec 3,7 milliards d’euros versés en 2005 pour le fonctionnement des différents réseaux de transport de la région, l'établissement est le principal organisme de financement des transports franciliens.

## Historique

### Comité des transports parisiens
Île-de-France Mobilités est issu de l'évolution de différentes formes d'organisation chargées des transports parisiens, nées à partir des années 1930. À cette époque est apparue la nécessité d'instaurer un organisme chargé de chapeauter les transports collectifs de voyageurs en région parisienne. Le premier organisme de ce type est né du décret-loi du 12 novembre 1938 instaurant le Comité des transports parisiens, au sein duquel les représentants de l'État sont majoritaires.

### Office régional des transports parisiens
Une réorganisation des transports dans la région est opérée en 1948 : la loi du 21 mars 1948, relative à la réorganisation et à la coordination des transports de voyageurs dans la région parisienne, crée la Régie autonome des transports parisiens (RATP) et l'Office régional des transports parisiens (ORTP). En application de cette loi, l'ORTP succède au Comité des transports parisiens le 1er janvier 1949.
Le décret du 14 novembre 1949 fixe l'organisation des transports de voyageurs, encore en application aujourd'hui en Île-de-France. À cette époque, l'État couvrait le déficit de la SNCF pour les dessertes en région parisienne, et les collectivités locales étaient chargées de subventionner la RATP.

### Syndicat des transports parisiens

#### Création
L'ordonnance no 59-151 du 7 janvier 1959 relative à l'organisation des transports de voyageurs et ses décrets d'application ont institué l'organisation des transports collectifs de voyageurs en Île-de-France.
Le 1er janvier 1959, l'ORTP est remplacé par le Syndicat des transports parisiens (STP), établissement public constitué par l'État, majoritaire, la mairie de Paris et les départements de la Seine, de Seine-et-Oise et de Seine-et-Marne.
Le rôle du STP, précisé par l'ordonnance no 59-151, est d'organiser et moderniser les transports en commun de voyageurs dans la région des transports parisiens. Il coordonne l'activité de toutes les entreprises de transport de voyageurs qui interviennent dans la région des transports parisiens. Deux entreprises publiques, la RATP et la SNCF assurent plus de 90 % du service. Quatre-vingts entreprises privées, dont plus de la moitié sont des filiales de quatre grands groupes nationaux CGEA, Via GTI, Transdev et Cariane exploitent par ailleurs des lignes de bus dans la région. Ces entreprises se regroupent au sein de deux associations professionnelles : l'Association professionnelle des transports routiers de la région parisienne (APTR) et l'Association pour le développement et l'amélioration des transports en Île-de-France (ADATRIF).
Le STP se voit confier la modernisation et l'amélioration du réseau de transport francilien. Il coordonne les grands projets d'équipements financés sur crédits publics et approuve les investissements réalisés par les opérateurs de transport qui sont les maîtres d'ouvrage[réf. nécessaire]. Il entreprend de nombreuses actions visant à améliorer la qualité des services comme les équipements destinés aux personnes à mobilité réduite, l'information des voyageurs dans les stations et sur les quais. Ces opérations sont financées avec la région Île-de-France grâce à l'affectation d'une partie du produit des amendes de stationnement. Le STP a pour mission d'anticiper les besoins de transport, afin d'adapter le réseau aux déplacements des franciliens. Il réalise dans ce but de nombreuses études et enquêtes et il contribue à l'élaboration du plan de déplacements urbains (PDU).

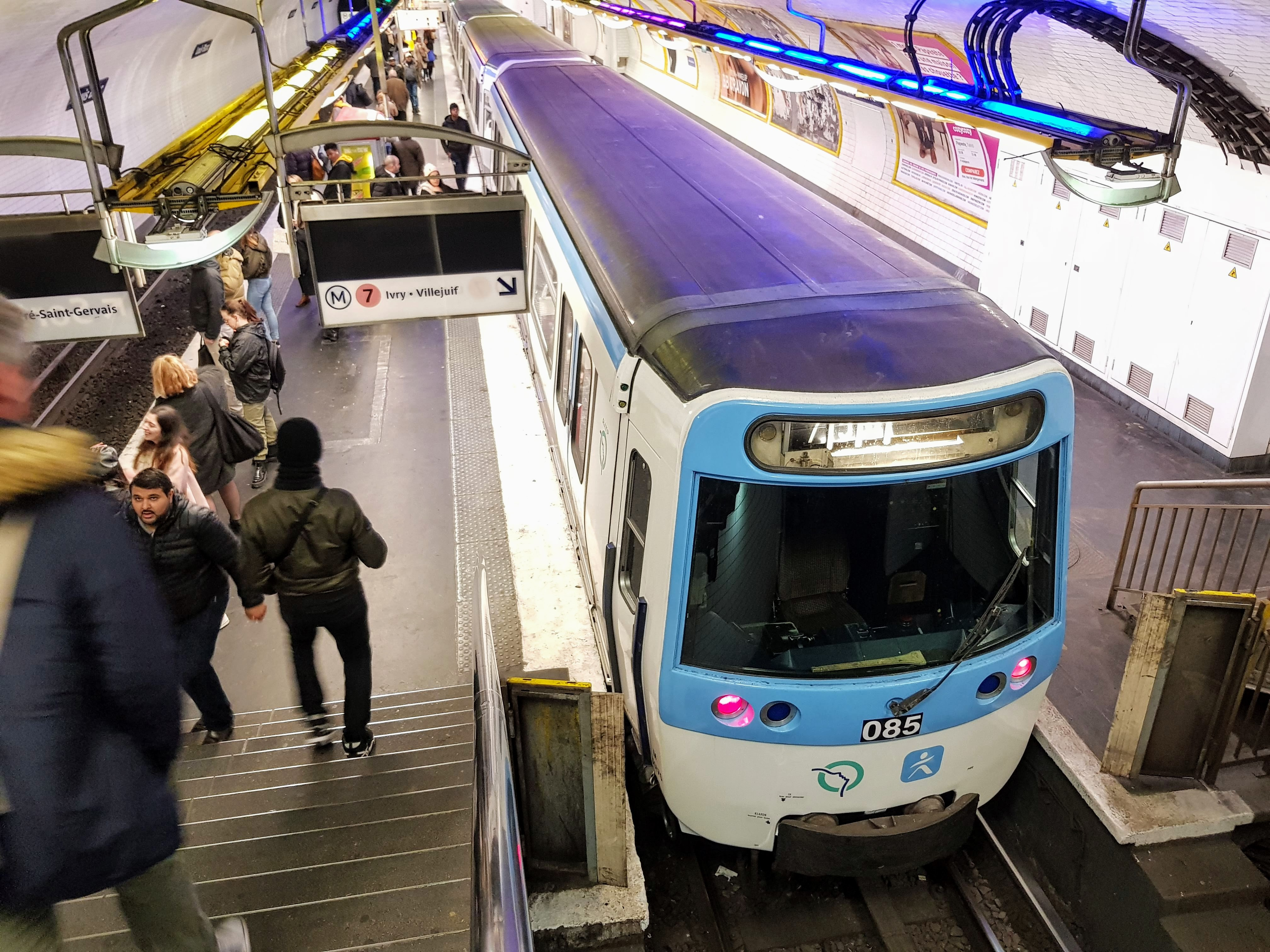
Métro MF 77 en livrée Île-de-France Mobilités après rénovation.

Comme prévu par le décret no 49-1473 du 14 novembre 1949 modifié relatif à la coordination et à l'harmonisation des transports ferroviaires et routiers, le STP fixe les tarifs des transporteurs. Des conventions, approuvées par décret en Conseil d'État, sont passés avec la RATP et la SNCF fixant les conditions d'exploitation des réseaux. Le STP approuve les budgets de la RATP et de la SNCF Île-de-France ainsi que les montants des compensations tarifaires et d'indemnité compensatrice versée par l'État et les départements d'Île-de-France.

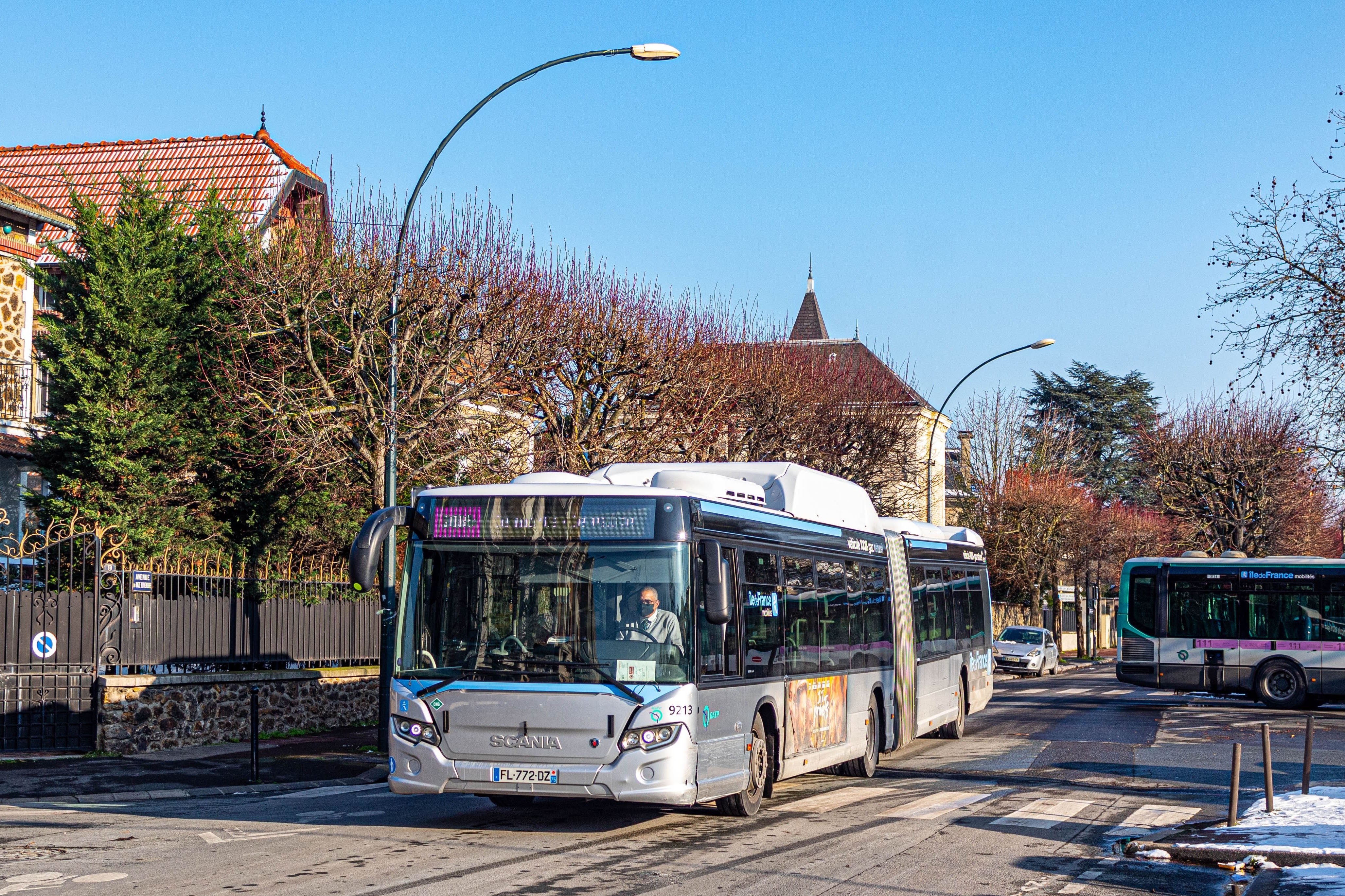
Un autobus Scania Citywide LFA GNV avec la livrée bus Île-de-France Mobilités.

#### Réorganisation
Le STP est réorganisé en 1968 pour y faire entrer les nouveaux départements d'Île-de-France (Essonne, Hauts-de-Seine, Seine-Saint-Denis, Val-de-Marne, Val-d'Oise, Yvelines), créés le 1er janvier 1968, en application de la loi du 10 juillet 1964, conformément au décret d'application du 25 février 1965, à partir de la partie ouest de l'ancien département de la Seine et d'une petite portion de celui de Seine-et-Oise. Le STP acquiert son autonomie financière et son président est désormais le préfet de région.
Le STP se voit confier, en 1971, la gestion du produit du versement transport, une nouvelle taxe sur les salaires versée par les entreprises de plus de neuf salariés et affectée aux autorités organisatrices de transport pour financer les dépenses d'exploitation et d'investissement.
La création de la carte orange en 1975, est supervisée par le STP. Elle devient le premier titre de transport en commun valable sur l'ensemble des réseaux de transport collectif en Île-de-France.
La compétence du STP est élargie en 1991 à l'ensemble du territoire de la région Île-de-France.

### Le Stif dans les années 2000

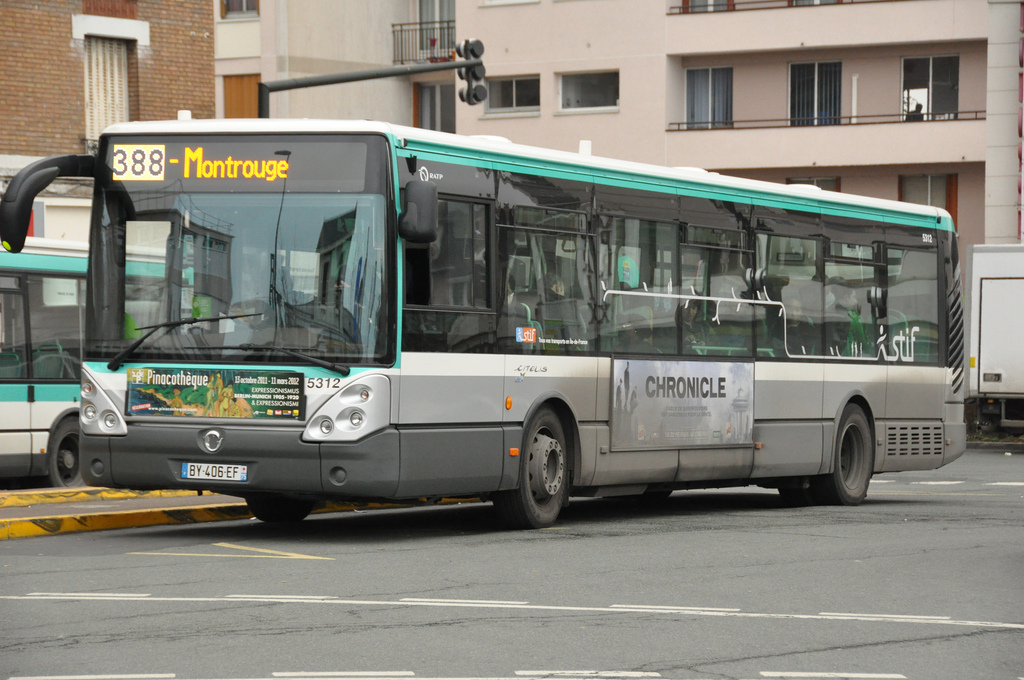
Un autobus Citelis 12 avec la livrée STIF/RATP.

En juillet 2000, le mode de financement des transports par le STP évolue et la RATP comme la SNCF s'engagent dans un système de contrats pluriannuels. Si le STP fixait jusqu'alors les tarifs publics de tous les modes de transport collectif en Île-de-France, la différence entre le coût réel d'exploitation des lignes par les entreprises chargées des réseaux et les recettes directes (vente des tickets et abonnements) était compensée par le STP grâce à deux apports : le versement transport d'une part, et l’indemnité compensatrice, versée en fin d'exercice par l’État (70 %) et par les huit départements (30 %) d'autre part, et ce, quels que soient les résultats des entreprises. Le STP avait donc peu de prise sur le service offert. Les entreprises n’étaient motivées à améliorer ni leur gestion, ni la qualité des prestations offertes au public. Elles n'étaient pas pénalisées en cas de dérive de leurs charges ou de non-respect des circulations. En revanche, si, par une politique dynamique, elles parvenaient à réduire leurs coûts, l’indemnité compensatrice de fin d'année était réduite d’autant. Le décret du 6 juillet 2000 met fin à ce système d’équilibre a posteriori, mis en place quarante ans auparavant. Désormais, le STP et les entreprises publiques de transport, s'obligent par un contrat qui précise la consistance et la qualité du service qu'elles doivent offrir.
Le 14 décembre 2000, le STP est transformé en Stif, en application de la loi no 2000-1208 du 13 décembre 2000 relative à la solidarité et au renouvellement urbains, dite loi SRU. Cette réforme se traduit par la transformation du Stif, outil maîtrisé (et partiellement financé) par l'État en un établissement public placé sous la tutelle de la Région, avec un financement de plus en plus restreint de l'État.

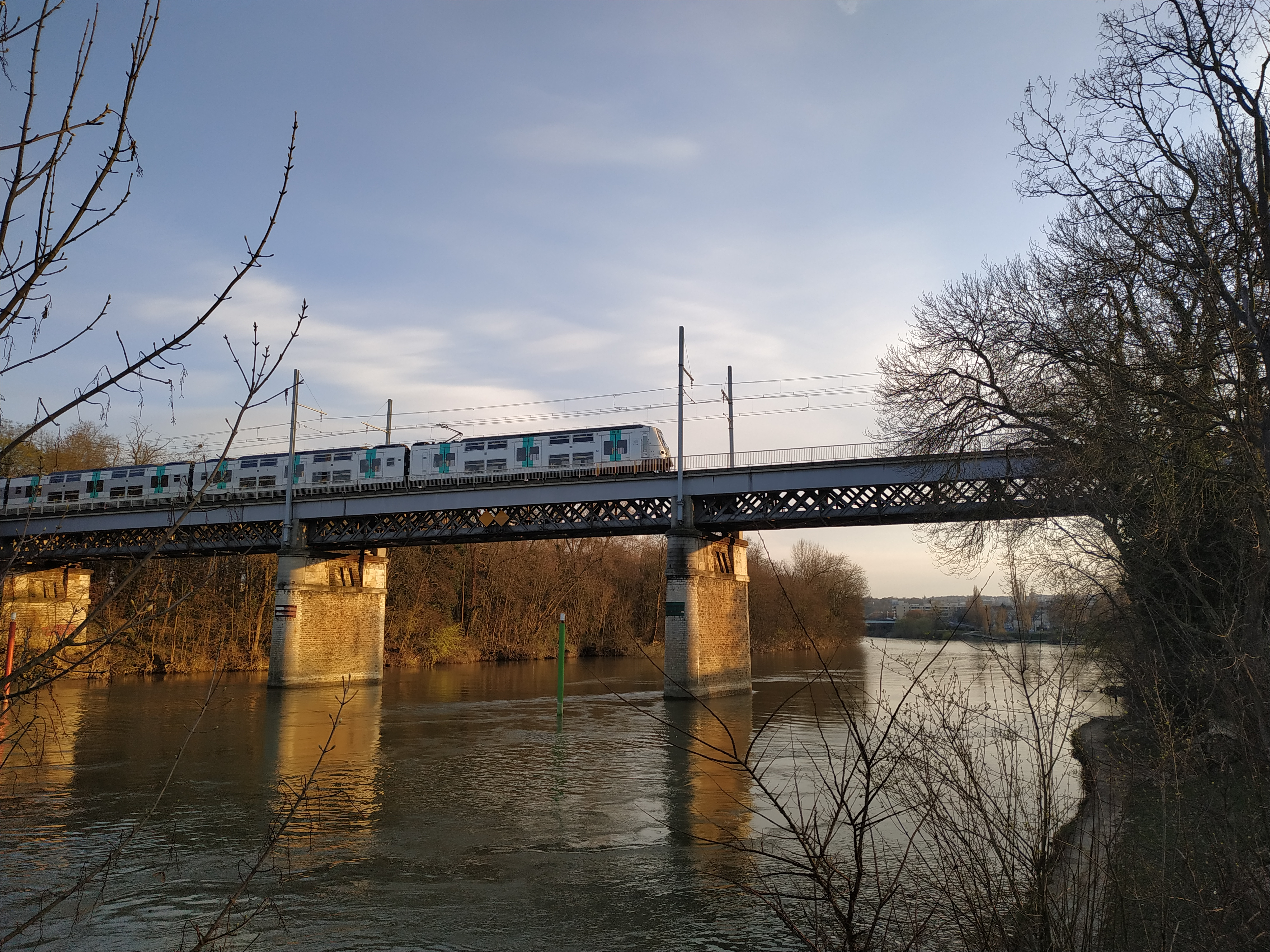
Rame MI 09 sur le viaduc ferroviaire du Pecq et l'île Corbière, dans le département des Yvelines.

L'évolution en cours, qui devait s'appliquer au plus tard le 1er juillet 2005, prévoit le retrait complet de l'État du conseil d'administration, qui sera dès lors présidé par le président du conseil régional ou l'un de ses représentants. Ses compétences seront élargies, à l'égal de celles des autorités organisatrices de transport de province, lui donnant notamment le pouvoir de réaliser des projets d’infrastructures, d'organiser les transports scolaires et les services fluviaux réguliers de voyageurs, de réviser le PDU, ou de fixer les taux du versement transport.
Un vaste débat entre le conseil régional et l'État concernant la dotation budgétaire du Stif a largement retardé ces prévisions. Le Stif, nouvelle formule, se réunit donc le 15 mars 2006 pour la première fois.
Depuis lors, le conflit entre le Stif et l'État n'a pas réellement cessé, et de nombreuses réformes sont effectuées par l'État pour revenir sur les compétences du Stif. C'est ainsi que la conception et la mise en œuvre de plusieurs projets sont retirés des responsabilités du Stif, tel que l'emblématique projet du réseau de transport du Grand Paris, dit Réseau primaire. De même, la RATP, entreprise publique de l'État se voit reconnaitre le statut de gestionnaire d'infrastructure ferroviaire, et bénéficie d'un transfert gratuit de la propriété des infrastructures de transport antérieurement détenues par le Stif.
Globalement, on peut noter que les lois du 8 décembre 2009 et du 3 juin 2010 mettent « un coup d'arrêt au processus entamé il y a maintenant une dizaine d'années de normalisation des transports publics parisiens. Depuis l'après-guerre, ceux-ci sont en effet soumis à un régime dérogatoire, limitant les compétences des collectivités territoriales par la présence forte de l'État et d'un opérateur bénéficiant hors délégation de service public de droits d'exploitation — la RATP ayant été substituée aux concessionnaires et fermiers choisis par les organes locaux. Ce dirigisme étatique a même paradoxalement connu son apogée en 1982, dans le contexte de la décentralisation, avec la loi LOTI qui a exclu de son champ d'application l'Île-de-France. Toutefois, cette situation semblait évoluer. Ainsi, la loi du 13 décembre 2000 relative à la solidarité et au renouvellement urbain avait fait entrer des conseillers régionaux au sein du Stif et la loi du 13 août 2004 en avait évincé les représentants de l'État ».
Le 30 mars 2012, la SNCF indique qu'elle ne signera pas le contrat 2012-2015 avec le Stif estimant que les conditions ne sont pas remplies pour présenter ce texte à son conseil d'administration et désire poursuivre les négociations. Les négociations aboutissent finalement le 4 avril 2012. Sur le contrat 2012-2015, chaque partie a fait des compromis : le Stif prend en charge le coût de la réforme Fillon des retraites des cheminots et la SNCF avalise un système de bonus-malus lié à la ponctualité et au respect de l'offre de service. Le 11 avril 2012, le conseil d'administration du Stif avalise l'adoption du contrat quadriennal.
Le 6 juin 2012, le conseil du Stif annonce un projet d'améliorations dans les transports franciliens dont l'acquisition de 400 nouveaux bus, un plan de modernisation du RER A, plus de rames de transport pour les RER B et D, trois lignes de navettes fluviales supplémentaires et pas de hausse des prix.

### Le Nouveau Grand Paris
Le Nouveau Grand Paris est un projet de développement des transports en commun en Île-de-France, présenté en 2013 par le Premier ministre qui réunit le Grand Paris Express, piloté par la Société du Grand Paris, et le plan de mobilisation pour les transports, coordonné par le Stif.
En 2015, le Stif avec la SNCF et la RATP approuvent le contrat 2016-2020. Onze milliards d'euros seront attribués à la RATP pour, notamment, développer les outils d'information voyageurs, renforcer la présence humaine par 200 agents supplémentaires chargés de la sécurité, rénover les gares et stations, acheter de nouveaux bus, tramway, métros et trains. Neuf milliards d'euros seront attribués à la SNCF pour notamment, renforcer la présence humaine avec 200 agents de la SUGE supplémentaires et 50 médiateurs, rénover les gares et acquérir de nouveaux trains. L'offre de transport sera augmentée aussi bien à la RATP qu'à la SNCF.

### Du Stif à Île-de-France Mobilités

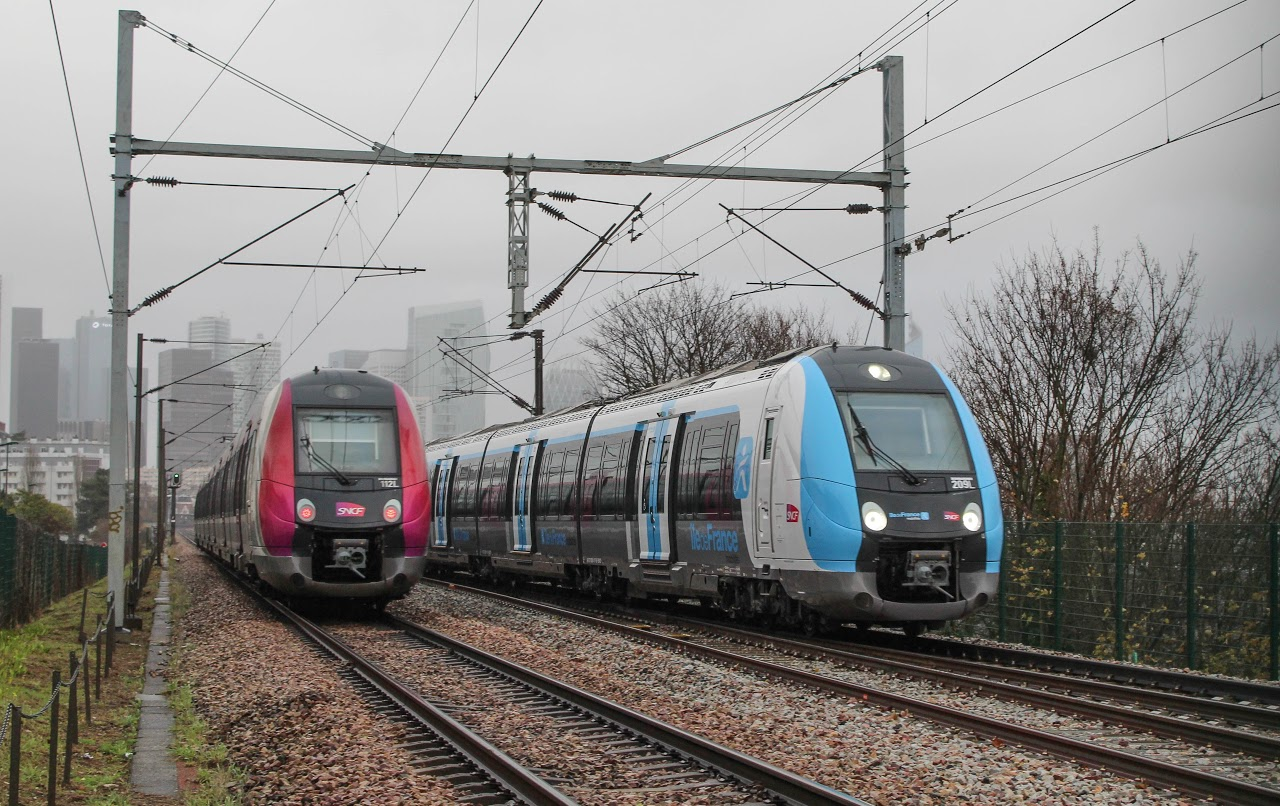
Train Francilien aux couleurs d’Île-de-France Mobilités sur la ligne L du Transilien.

Le 26 juin 2017, à l'occasion d'une conférence de presse sur la mise en service de bus électriques sur six lignes du réseau francilien, le Stif annonce avoir pour nouveau nom Île-de-France Mobilités,. Le changement de dénomination est officialisé par la loi en décembre 2019.
En 2017, le trafic progresse fortement entraînant une hausse des recettes réelles de fonctionnement de 359 millions d'euros, passant de 5,787 milliards à 6,137 milliards.
En septembre 2021, le conseil d'administration d'Île-de-France-Mobilités adopte une feuille de route sur cinq ans. Parmi les principales mesures prévues par ce document, figurent la simplification de la grille tarifaire, de nouveaux moyens pour la lutte contre l'incivilité et la délinquance, 500 bus supplémentaires et le doublement de l'offre Véligo de vélos à assistance électrique (VAE).
En 2022, Île-de-France Mobilités est confronté à d'importantes difficultés financières avec une dette qui s'élève à près de neuf milliards d'euros.

## Logos

Premier logo du Stif (2000-2006).
Second logo du Stif (2006-2017).
Logo d'Île-de-France Mobilités (depuis 2017).

## Missions et organisation d'Île-de-France Mobilités

### Composition d'Île-de-France Mobilités
Île-de-France Mobilités est constitué, depuis 2006, des collectivités suivantes :
- la région Île-de-France,
- la Ville de Paris,
- les départements des Hauts-de-Seine, de la Seine-Saint-Denis, du Val-de-Marne, de l'Essonne, des Yvelines, du Val-d'Oise et de Seine-et-Marne[24].

### Compétences d'Île-de-France Mobilités
Aux termes de l'ordonnance du 7 janvier 1959, modifiée à de nombreuses reprises, Île-de-France Mobilités « organise les services de transports publics réguliers de personnes ».

« À ce titre, il a notamment pour mission de fixer les relations à desservir, de désigner les exploitants, de définir les modalités techniques d'exécution ainsi que les conditions générales d'exploitation et de financement des services et, sous réserve des compétences reconnues à Réseau ferré de France et à la Régie autonome des transports parisiens en sa qualité de gestionnaire de l'infrastructure, de veiller à la cohérence des programmes d'investissement. Il arrête la politique tarifaire de manière à obtenir l'utilisation la meilleure, sur le plan économique et social, du système de transports correspondant dans des conditions définies par décret en Conseil d'État. Il concourt, dans des conditions fixées par décret en Conseil d'État, aux actions de prévention de la délinquance et de sécurisation des personnels et des usagers. Il favorise le transport des personnes à mobilité réduite. En outre, il peut organiser des services de transport à la demande.
Le syndicat est responsable de l'organisation et du fonctionnement des transports scolaires et consulte à leur sujet, au moins une fois par an, le conseil interacadémique d'Île-de-France.
Sous réserve des pouvoirs généraux dévolus à l'État pour assurer la police de la navigation, le syndicat est compétent en matière d'organisation du transport public fluvial régulier de personnes. »

Ainsi, Île-de-France Mobilités organise, coordonne et finance les transports publics de voyageurs d’Île-de-France, qui sont assurés par la RATP, la SNCF Île-de-France et les compagnies de bus privées regroupées dans l’association Optile.
Dans cette optique, il :
- définit les conditions générales d’exploitation, crée les titres de transport et fixe les tarifs ;
- définit l’offre de transport et le niveau de qualité des services dans le cadre de contrats signés avec les entreprises ;

Ces contrats précisent les prestations exigées de leur part et les financements qu’elles recevront en contrepartie. Ils comportent un système d’intéressement prévoyant des bonus et des malus attribués en fonction des résultats obtenus.
- coordonne la modernisation du système de transports publics franciliens, en définissant les principes des grands investissements publics, notamment les grands projets d’infrastructure prévus au contrat de projets État-région (CPER), et en décidant des modalités de leur réalisation. Il assure le contrôle de la maîtrise d’ouvrage des projets. Enfin, il cofinance la modernisation ou la création des équipements nécessaires à l’amélioration de la qualité de service, grâce au produit des amendes de circulation routière perçues en Île-de-France, dont il est affectataire à 50 %.

Depuis le 1er juillet 2005, de nouvelles missions ont été confiées à Île-de-France Mobilités, notamment en matière de maîtrise d'ouvrage, de transport scolaire, de transport public fluvial, de transport des personnes à mobilité réduite et des services de transport à la demande.
Le Conseil économique et social régional (CESR) a souligné, dans un rapport présenté en octobre 2007, que le rôle et la compétence du Stif devaient être revus pour qu'une stratégie efficace et coordonnée des transports puisse être réellement mise en œuvre. Il souligne en particulier la multiplicité de décideurs aux intérêts parfois divergents : municipalités (à l'origine d'initiatives structurantes comme le système Vélib' et établissant des règles spécifiques de partage de la voirie), État (décideur pour les autoroutes et principales routes), préfecture (chargée de la réglementation des taxis).
Projets retirés de la compétence d'Île-de-France Mobilités
Depuis la réforme de 2006, le gouvernement a retiré de la compétence de planification et de réalisation d'Île-de-France Mobilités plusieurs projets, pour lesquels il a pris une compétence pleine et entière.
On peut notamment noter :
- CDG Express[27] ;
- le Réseau de transport public du Grand Paris[28].

Par ailleurs, la RATP a été constituée gestionnaire d'infrastructure ferroviaire des infrastructures du métro et de la partie du RER n'appartenant pas à SNCF Réseau. Dans ce cadre, le patrimoine du Stif affecté au métro a été transféré, sans indemnité, à cette entreprise publique d'État.

### Administration
Île-de-France Mobilités est géré par son conseil d'administration, composé d'administrateurs élus par les collectivités qui le composent. Ceux-ci sont nommés pour la durée de leur mandat au sein des collectivités qui les nomment, et sont renouvelés (ou maintenus) après chaque élections des conseillers régionaux ou territoriaux. Le conseil d'administration comprend également un représentant de la chambre régionale de commerce et d'industrie d'Île-de-France et un représentant des présidents des établissements publics de coopération intercommunale, élu par le collège des présidents des établissements publics de coopération intercommunale de la région d'Île-de-France au scrutin majoritaire à deux tours.
Depuis la réforme de 2006, le conseil d'administration d'Île-de-France Mobilités est présidé « par le président du conseil régional d'Île-de-France ou par un élu du conseil régional qu'il désigne parmi les membres du conseil d'administration. » De 2006 à 2015, Jean-Paul Huchon a présidé le conseil d'administration du Stif, remplacé, depuis l'élection régionale de 2015 en Île-de-France, par Valérie Pécresse.
Le conseil d'administration élit ses vice-présidents ainsi que les présidents des commissions techniques qui, avec le président, le représentant de la chambre régionale de commerce et d'industrie d'Île-de-France et le représentant des présidents des établissements publics de coopération intercommunale, constituent le bureau du conseil.
Les services d'Île-de-France Mobilités sont placés sous l'autorité du directeur général qui est Sophie Mougard de 2006 à 2016. Cette dernière renonce le 8 mars 2016 au renouvellement de son détachement à ce poste. Un nouveau directeur général, le polytechnicien Laurent Probst prend ses fonctions le 30 mars 2016.
La réglementation applicable à Île-de-France Mobilités est notamment celle fixée par :
- l'ordonnance no 59-151 du 7 janvier 1959 relative à l’organisation des transports de voyageurs en Île-de-France ;
- le décret no 59-157 du 7 janvier 1959 relatif à l’organisation des transports de voyageurs en Île-de-France ;
- le décret no 2001-993 du 25 octobre 2001 relatif au comité des partenaires du transport public en Île-de-France[33] ;
- le décret no 2005-664 du 10 juin 2005 portant statut du syndicat des transports d’Île-de-France[34] ;
- le décret n° 2020-1007 du 06 août 2020 relatif à Île-de-France Mobilités ;
- les articles L.1241-1 et suivants du code des transports.

#### Structure
Conseil d'administration
Le conseil d'administration d'Île-de-France Mobilités est constitué par les personnalités suivantes, élues en leur sein par les collectivités territoriales et organismes qui les délèguent :
- Valérie Pécresse, présidente du conseil d'administration d'Île-de-France Mobilités, présidente du conseil régional d'Île-de-France[35] ;
- Représentants la Région Île-de-France[35] :
  - Grégoire de Lasteyrie (Horizons - LFA)
  - Stéphane Beaudet (DVD),
  - Isabelle Beressi (PS),
  - Delphine Bürkli (LR)
  - Pierre Deniziot (LR)
  - Sandrine Berno Dos Santos (LR),
  - Marianne Duranton (UDI)
  - Florence de Pampelonne (UDI)
  - Romain Maria (LR)
  - Stéphanie Von Euw (LR - SL)
  - Pierre Baty (MoDem)
  - Isabelle Beressi (PS)
  - François Paradol (RN)
  - Fabien Guillaud-Bataille (PCF)
  - Philippe Juraver (LFI)
  - Jean-Baptiste Pegeon (EELV)
- Conseil de Paris : Rémi Feraud (PS), Jacques Baudrier (PCF), David Belliard (EELV); Jack-Yves Bohbot (LR) , Jean-Louis Missika (PS), Christophe Najdovski[35] (EELV) ;
- Conseillers départementaux : Brice Rabaste (LR) (77), Patrick Stefanini (LR) (78), François Durovray (LR) (91) Eric Berdoati (DVD) (92), Corentin Duprey (PS) (93), Olivier Capitanio (LR) (94), Philippe Rouleau (LR) (95)[35] ;
- la chambre de commerce et d'industrie de région Paris - Île-de-France représentée par Dominique Restino [35] ;
- les employeurs, représentés par Daniel Weizmann, président de MEDEF Île-de-France
- les présidents des établissements publics de coopération intercommunale d’Île-de-France représentés par Pascal Doll[35] ;
- le Comité des partenaires du transport public (voix consultative) représenté par Monique Bourdier et son suppléant, Xavier Lemoine [35] ;
- un représentant des associations des usagers des transports, désigné par le président du conseil d’administration (à compter de 2020) : Bernard Gobitz, vice-président de l'association des usagers de transports/FNAUT Île-de-France

Le directeur de cabinet Olivier François est également le secrétaire du conseil d'administration.
Bureau d'Île-de-France Mobilités
Les membres du bureau d'Île-de-France Mobilités sont :
- la présidente du conseil d'Île-de-France Mobilités : Valérie Pécresse, présidente du conseil régional d'Île-de-France[36] ;
- les vice-présidents d'Île-de-France Mobilités :
  - Région Île-de-France : Stéphane Beaudet, vice-président de la région Île-de-France, chargé des transports,
  - Conseil de Paris : Christophe Najdovski,
  - Conseils départementaux des Hauts-de-Seine, de la Seine-Saint-Denis et du Val-de-Marne : Jean-Didier Berger (92),
  - Conseils départementaux de Seine-et-Marne, des Yvelines, de l'Essonne et du Val-d’Oise : Jean-Jacques Barbaux (77) ;
- les présidents des quatre commissions techniques ;
  - Président de la commission des investissements (CI) : Brice Nkonda,
  - Présidente de la commission économique et tarifaire : Yasmine Camara,
  - Président de la commission de la qualité de service, de l'accessibilité et des relations avec les usagers : Pierre Garzon[37],
- le représentant de la Chambre régionale de commerce et d'industrie Paris - Île-de-France, Jean-Paul Vermès ;
- le représentant des présidents des établissements publics de coopération intercommunale d’Île-de-France, Yves Albarello, Député de la septième circonscription de Seine-et-Marne, maire de Claye-Souilly (UMP)[38].

#### Liste des présidents
Liste des présidents successifs de l'ancien Syndicat des transports parisiens (STP)
- 1959-1965 : André Doumenc
- 1965-1968 : Maurice Vincent
- 1968-1969 : Paul Delouvrier
- 1969-1975 : Maurice Doublet
- 1975-1981 : Lucien Lanier
- 1981-1984 : Lucien Vochel
- 1984-1991 : Olivier Philip
- 1991-1993 : Christian Sautter
- 1993-1994 : Jean-Claude Aurousseau
- 1994-1998 : Joël Thoraval
- 1998-2000 : Jean-Pierre Duport

Liste des présidents successifs du Stif, puis d'Île-de-France Mobilités
| No | Période | Période  | Identité          | Étiquette          | Qualité |
| -- | ------- | -------- | ----------------- | ------------------ | --- |
| 1  | 2000    | 2006     | Bertrand Landrieu | RPR puis UMP       | Préfet d'Île-de-France, Préfet de Paris |
| 2  | 2006    | 2015     | Jean-Paul Huchon  | PS                 | Président du Conseil régional d'Île-de-France (2006-2015) Conseiller municipal de Conflans-Sainte-Honorine.                                                    |
| 3  | 2015    | En cours | Valérie Pécresse  | LR / Soyons libres | Présidente du Conseil régional d’Île-de-France (depuis 2015) Présidente du parti politique Soyons libres et conseillère régional en Île-de-France depuis 2004. |

## Financement des transports franciliens
Les transports en commun Franciliens sont financés de plusieurs façons, pour un budget de fonctionnement de 9,8 milliards d’euros en 2018. Le budget de fonctionnement doit obligatoirement être voté à l’équilibre, sans recours à l’emprunt, contrairement au budget d’investissement.
Les ressources sont les suivantes en 2023 :
- 33 % venant des recettes des transports (tickets et cartes Navigo) ;
- 48 % des entreprises, via le versement mobilité et le remboursement à 50 % ou 75 % des titres de transports des salariés ;
- 15 % des concours publics (Région, départements et ville de Paris) avec, dans le détail :
  - 51 % par la région Île-de-France ;
  - 30,38 % par la ville de Paris ;
  - 7,74 % par le département des Hauts-de-Seine ;
  - 3,75 % par le département de Seine-Saint-Denis ;
  - 3,01 % par le département du Val-de-Marne ;
  - 1,6 % par le département des Yvelines ;
  - 0,98 % par le département de l'Essonne ;
  - 0,91 % par le département du Val-d'Oise ;
  - 0,64 % par le département de Seine-et-Marne ;
- 2 % de l'État (aides et subventions d'équilibre) ;
- 2 % du produit des amendes, taxes et publicités.

En 2020, la crise de la Covid-19 remet en cause le financement des transports, les recettes des voyageurs étant moindres. L’État vient au secours de la région Île-de-France à hauteur d’une avance de 2,6 milliards d’euros remboursables sur 16 ans.
En janvier 2023, des assises du financement des transports en commun franciliens ont lieu pour imaginer collectivement les modalités d'un financement pérenne des mobilités collectives en Île-de-France. En effet, entre 2024 et 2030, le réseau va doubler de taille grâce au réseau du Grand Paris Express, au prolongement du RER E et aux différents projets d’extension des lignes de tramway.
Un accord est signé entre l’État et IDF Mobilités en septembre 2023 permettant de sécuriser le financement de l’exploitation du réseau francilien entre 2024 et 2031. L’accord prévoit que 52,5% des recettes seront d’ordres fiscales (versement mobilités, TICPE, taxe de séjour et subventions de l’Etat), et 47,5% des recettes viendront des collectivités locales et des recettes collectés par les opérateurs. Le versement mobilités augmente de 0,25% et taxe de séjour collectés par les hôtels et les palaces augmente de 200% au 1er janvier 2024.

## Budget de fonctionnement
Les données des deux tableaux ci-dessous résultent pour 2008 du Budget 2008, pour 2015 du Rapport d'activité 2015, et pour 2022 du budget primitif élaboré en décembre 2021.
|                                                                                        | 2005     | 2008        | 2015     | 2022      |
| -------------------------------------------------------------------------------------- | -------- | ----------- | -------- | --------- |
| Versement transport (VT)                                                               | 2 631 M€ | 2 971,83 M€ | 3 753 M€ | 4 991 M€  |
| Recettes tarifaires des transporteurs                                                  | ?        | 3 091,08 M€ | 2 684 M€ | 3 404 M€  |
| Contributions des collectivités membres (État, région, départements et ville de Paris) | 872 M€   | 1 074,04 M€ | 1 833 M€ | 1 332 M€  |
| Subvention transports scolaires                                                        | ?        | 129,97 M€   | -        | 135 M€    |
| Subvention Région (Imagine'R et tarification sociale)                                  | ?        | 117,72 M€   | -        | 144 M€    |
| Employeurs (remboursement d'une partie des titres des employés)                        | ?        | ?           | 861 M€   | /         |
| Autres ressources                                                                      | ?        | 2,6 M€      | 275 M€   | 490 M€    |
| Total                                                                                  | 3 924 M€ | 7 387,25 M€ | 9 406 M€ | 10 485 M€ |

|                                                                     | 2005     | 2008        | 2015     | 2022      |
| ------------------------------------------------------------------- | -------- | ----------- | -------- | --------- |
| Vente des transporteurs                                             | ?        | -           | 2 684 M€ | -         |
| Contribution versée à la RATP et à la SNCF                          | 3 113 M€ | 6 583,23 M€ | 4 168 M€ | 7 875 M€  |
| Contribution versée à l'Optile et aux délégations de service public | 326 M€   | 491,64 M€   | 722 M€   | 1 034 M€  |
| Charges liées au VT (versement transports)                          | ?        | 81,51 M€    | -        | 49 M€     |
| Dépenses conventionnelles                                           | ?        | 36,44 M€    | -        |           |
| Fonctionnement courant d’Île-de-France Mobilités                    | 22 M€    | 44,93 M€    | 321 M€   | 131 M€    |
| Dépenses scolaires                                                  | 26 M€    | 135,60 M€   | 117 M€   | 156 M€    |
| Mesures nouvelles 2008                                              | ?        | 10,00 M€    | -        | -         |
| Total                                                               | 3 924 M€ | 7 387,25 M€ | 9 406 M€ | 10 485 M€ |

### Budget 2022 détaillé
Les principaux chiffres du budget 2022 sont les suivants :

#### Ressources (2022)
- Versement mobilité : 4 991 millions d’euros, soit 48 % des ressources d’Île-de-France Mobilités, en augmentation de 6 % par rapport à 2021. Il s’agit d’un prélèvement versé par les entreprises et organismes publics ou privés employant plus de 11 salariés dans la région d’Île-de-France. Cette ressource représente près de 50 % des ressources de l’organisme. Le montant est assis sur la masse salariale des entreprises. Son taux est en 2021 de[48] :
  - 2,95 % à Paris et dans les Hauts-de-Seine, la Seine-Saint-Denis et dans le Val-de-Marne,
  - 2,01 % dans les quatre départements de grande couronne.
- Contributions publiques : 1 332 millions d’euros, soit 13 % du total des ressources, ont été apportés par :
  - la Région (679 millions d’euros),
  - la Ville de Paris (404 millions d’euros),
  - les 7 départements d’Île-de-France (249 millions d’euros).
Les ressources de ces collectivités locales proviennent en fait, pour une part importante, des dotations que l'État leur verse chaque année au titre des dépenses de transfert du Stif (décentralisation). Alors qu'en province les collectivités financent les transports sans aide nationale, la part de l'État reste par conséquent importante dans le financement des transports de la région capitale, même si certains la jugent encore insuffisante compte tenu de l'importance des projets qui doivent être engagés pour maintenir le réseau en état et permettre son développement, dans le cadre d'une politique de développement durable et de la mise en œuvre du Plan de déplacements urbains d'Île-de-France.
- Ressource des transporteurs : 3 404 millions d’euros, en nette augmentation par rapport au budget 2021, du fait de la reprise post Covid. Ces recettes sont partiellement reprises par IDF Mobilités et sont réinjectés dans les dotations aux opérateurs,
- Recettes des transports scolaires : 135 millions d’euros, financés à 90 % par l’État via une dotation (les 10 % restants étant financés par les départements et les familles),
- Autres ressources : 144 millions d’euros, soit 5 % des ressources totales, proviennent essentiellement de subventions de la Région pour le financement de la carte Imagine'R, de subventions au titre de tarifications sociales ainsi que des dotations des collectivités locales dans le cadre des délégations de services publics pour les réseaux urbains et interurbains.
- Taxe intérieure de consommation sur les produits énergétiques (TICPE) : 88 millions d’euros.

#### Principales dépenses en 2022

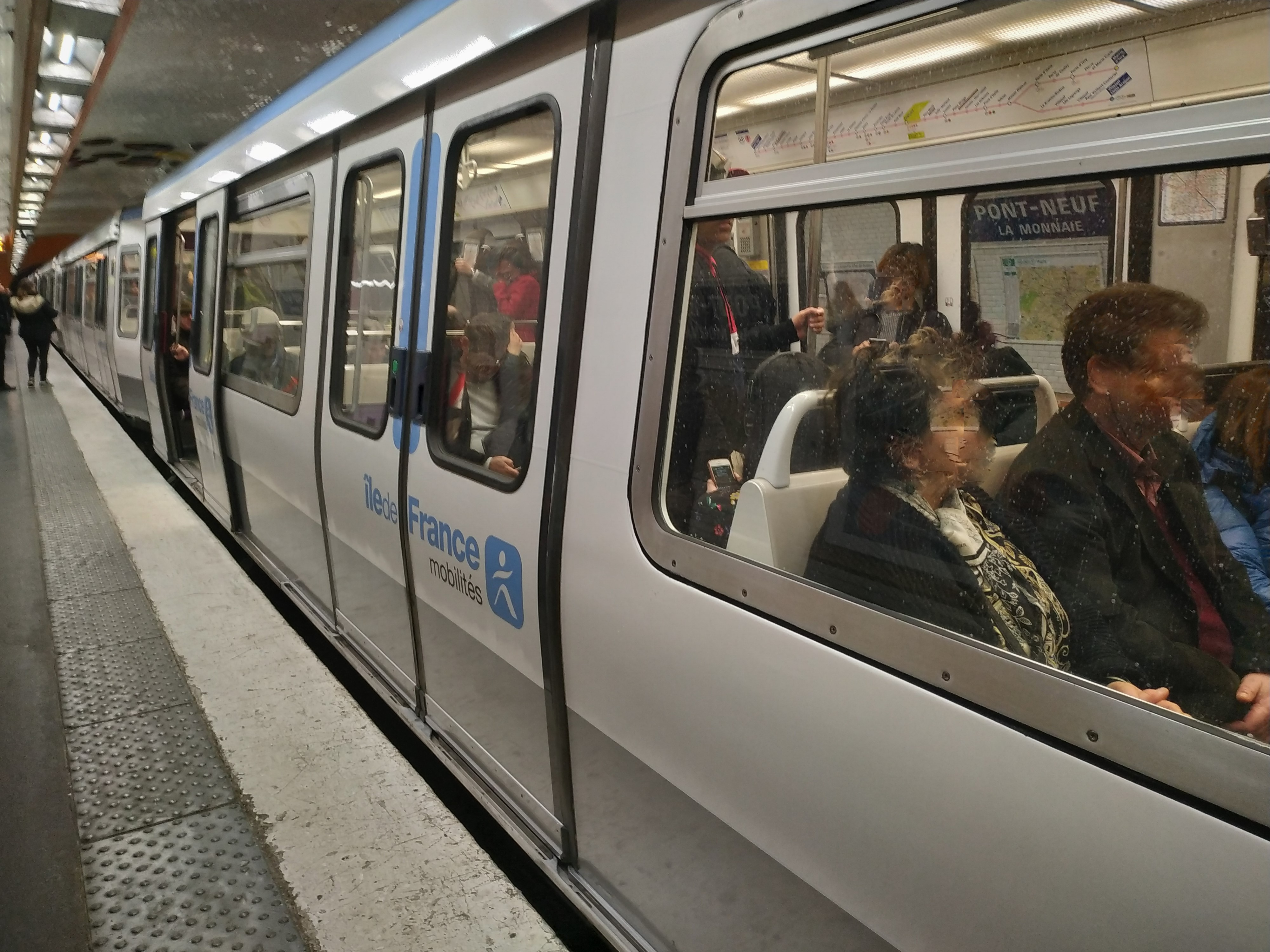
Rame de métro MF 77 rénovée en livrée Île-de-France Mobilités à la station Pont-Neuf de la ligne 7 du métro de Paris.

- Contribution aux opérateurs de transports : 8 893 millions d’euros. Île-de-France Mobilités verse une contribution financière couvrant le prix de la prestation de transport assurée par les prestataires historiques, SNCF et RATP, ainsi que les opérateurs privés de bus et tramway, mis en place dans le cadre de l’ouverture à la concurrence. Les dépenses liées aux contrats représentent 92 % des dépenses réelles de fonctionnement d’Île-de-France Mobilités et s’établissent ainsi :
  - RATP : 4 599 M€ ;
  - SNCF : 3 276 M€ ;
  - CT3 (anciens contrats de type 3 conclus avant 2020) : 655 M€
  - DSP : 379 M€.
- Politiques de transport et de nouvelles mobilités plus adaptées à des besoins spécifiques : 99,768 millions d’euros. Il s’agit du financement du service PAM (aide à la mobilité), du plan vélo, des applications numériques d’informations voyageurs.
- Budget des transports scolaires : 156,788 millions d’euros.

- Croissance continue de la fiscalité sur le matériel roulant ferré propriété d’Île-de- France Mobilités - IFER : 77,550 millions d’euros. Île-de-France Mobilités est redevable de l’IFER, impôt institué par la Loi Grand Paris1, sur le matériel roulant dont Île-de-France Mobilités est propriétaire depuis la loi ORTF. Cet impôt permet à la Société du Grand Paris de financer une partie des travaux d’infrastructure nécessaires au nouveau réseau.

- Une hausse de la redevance d’accès SNCF Réseau : 164,09 millions d’euros. La redevance d’accès doit être versée directement par l’autorité organisatrice de la Mobilité à SNCF Réseau. C’est pourquoi seule celle-ci apparaît directement dans les comptes d’Île-de-France Mobilités.

- Charges liées à la dette : 85,829 millions d’euros.

- Frais liés au versement mobilité : 49 millions d’euros.

- Budget de fonctionnement d’Île-de-France Mobilités : 131,83 millions d’euros.

- Les amortissements : 414 millions d’euros.

- Virement à la section d’investissement : 389,70 millions d’euros. Ce virement prend en compte la nécessité pour Île-de-France Mobilités de dégager de l’autofinancement pour financer ses investissements.

### Investissements

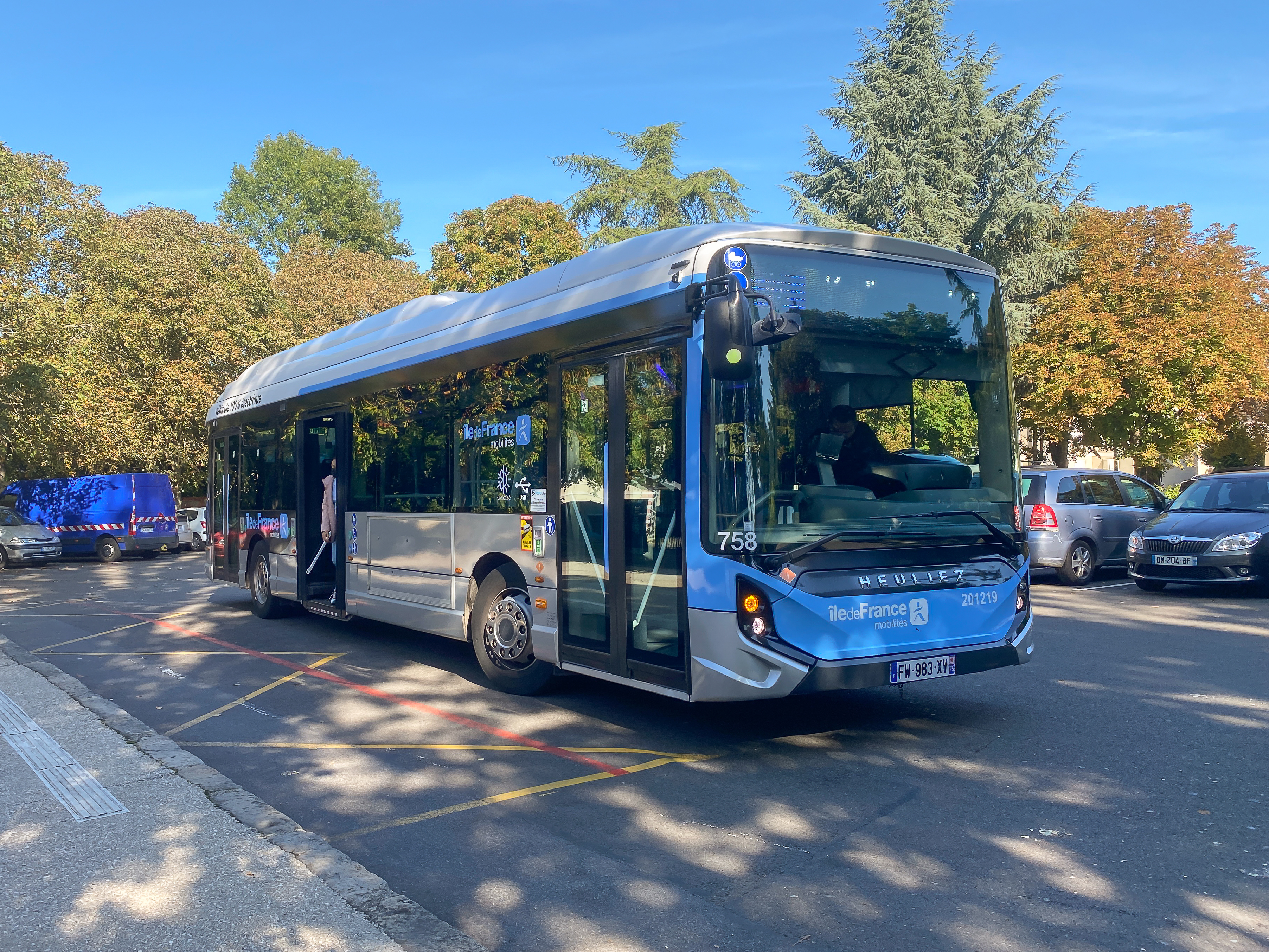
Un bus électrique Heuliez acquis par IDF Mobilités en 2020

Chaque année Île-de-France Mobilités investit pour la rénovation des matériels, essentiellement ceux ferroviaires de la SNCF et de la RATP, tandis que la région Île-de-France et ses départements investissent sur l’infrastructure et le développement du réseau.
En 2017, c'est une somme de 1,6 milliard d'euros qui est investie dans leur rénovation. Cet investissement est possible grâce à l'autofinancement, aux produits des amendes, à l'Agence de financement des infrastructures de transport de France (AFITF) et au recours à l'emprunt.
Sur la période 2016-2025, un investissement inédit de 24 milliards d’euros est prévu, permettant de rénover le matériel roulant (trains, tram et bus électriques), les infrastructures (notamment l’accessibilité des gares) et les nouveaux projets de Tram.
En 2023, le budget primitif d’investissement est de 4,315 milliards d’euros, financé à hauteur de près d’un milliard d’euros par une bascule du budget de fonctionnement, et par près de 2,8 milliards d'euros par le recours à l’emprunt.
L’Inspection générale des finances s’inquiète en mai 2023 de l’augmentation de l’encours de la dette, qui augmenterait de 8,8 milliards d’euros en 2022 à près de 28 milliards d’euros en 2030, augmentant sensiblement le remboursement des annuités d’emprunt.